# Karl Glazebrook
Karl Glazebrook (født 1965) er en britisk astronom, der er kendt for sin forskning i universets opståen, for sin centrale rolle i udviklingen af den såkaldte "nod-and-shuffle"-teknik til brug ved rødstrålingsanalyser samt for at være bagmanden bag Perl Data Language (PDL), en udvidelse til programmeringssproget Perl.
Glazebrook er uddannet ved University of Cambridge og Edinburgh. Han har efterfølgende forsket på Johns Hopkins University
og Swinburne University of Technology i Melbourne, Australien.
Glazebrook var en af lederne af Gemini Deep Deep Survey (GDDS), som målte på universets udvikling ved hjælp af Gemini-observatoriet samt Hubble- og Spitzerteleskopet. Som et finurligt sideprojekt fastsatte Glazebrook sammen med Ivan Baldry universets dominerende farve til at være en grøn/hvid nuance, men ændrede den senere til en beige-hvid farve, som slutteligt fik betegnelsen kosmisk latte.
1. ↑  Navnet er anført på engelsk og stammer fra Wikidata hvor navnet endnu ikke findes på dansk.